# Un monsieur qui prend la mouche
Un monsieur qui prend la mouche est une comédie en 1 acte mêlée de couplets d'Eugène Labiche, représentée pour la 1re fois à Paris au Théâtre des Variétés le 25 mars 1852.
- Collaborateur Marc-Michel.
- Editions Michel Lévy frères.

## Argument
Bécamel a tout organisé. Sa fille épousera un avocat de sa connaissance, « un homme froid, posé, rassi », dont le mérite s'élève au montant affiché sur son compte en banque. L'affaire doit se régler aujourd'hui, il ne lui reste qu'à en informer sa fille. L'arrivée d'un visiteur inconnu va bouleverser ses plans.

## Distribution
| Acteurs et actrices ayant créé les rôles |                      |
| Personnage                               | Acteur ou actrice    |
| Alphonse de Beaudéduit                   | Arnal                |
| Bécamel                                  | M. Adolphe Leclère   |
| Jurançon, ami de Bécamel                 | M. Henri Alix        |
| Cyprien, domestique de Bécamel           | M. Kopp              |
| Dominique, domestique de Beaudéduit      | M. Charier           |
| Cécile, fille de Bécamel                 | Mlle Virginie Duclay |